# Israeliten

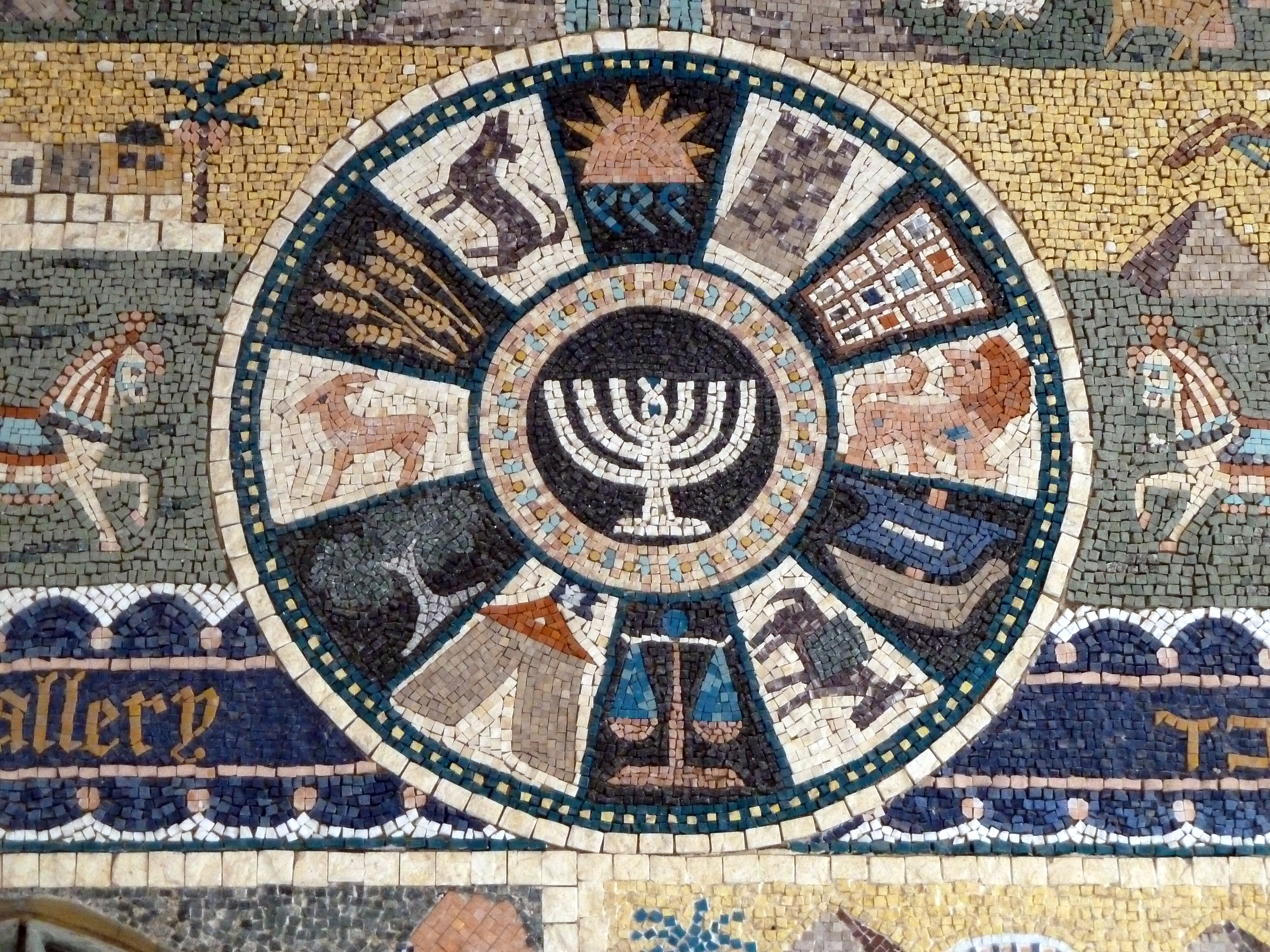
Straßenmosaik mit den Symbolen der 12 Stämme des alten Israel im alten jüdischen Viertel von Jerusalem

Die Israeliten sind aus historisch-archäologischer Sicht eine Bevölkerungsgruppe, die ab etwa 1200 v. Chr. im Bergland Kanaans fassbar wird. Juden, Samariter und andere Gruppen bezeichnen sich gleichermaßen entweder als Nachfolger der antiken Israeliten oder als Teil eines noch immer existierenden Volkes Israel und sind über eine ethnoreligiöse Kontinuität miteinander verbunden.
Im religiösen Kontext sind sie das Volk, das von den zwölf Söhnen Jakobs – auch Israel genannt – abstammt, also alle Angehörigen der Zwölf Stämme Israels und ihre Nachkommen. Sie sehen sich als auserwähltes Volk Gottes, das in einem Bund mit dem Gott JHWH steht, durch Mose aus Ägypten geführt und zum Empfang der Tora berufen wurde. Später in der Bibel wird die Bezeichnung Israeliten nur für die Bewohner des Nordreiches Israel verwendet.
Anders als die biblische Darstellung vermuten viele Historiker, dass die Israeliten aus der kanaanäischen Bevölkerung hervorgingen und nicht durch einen Exodus aus Ägypten eingewandert sind. Ihre Entwicklung führte später zur Bildung des Nordreichs Israel und des Südreichs Juda.
Von der Zeit der Aufklärung bis ins 20. Jahrhundert hinein wurde unter europäischen Juden teilweise der allgemeinere Ausdruck „Israeliten“ dem antisemitisch belasteten Ausdruck „Juden“ vorgezogen und somit zu ihrer Selbstbezeichnung. So kam es zu Einrichtungsnamen wie Israelitische Kultusgemeinde. Der jüdische Zionismus des 20. Jahrhunderts verwendete wieder zunehmend die Bezeichnung „Juden“ und „Israeliten“ wurde von europäischen Juden nach 1945 allmählich als altmodisch empfunden.

## Biblische Geschichte

### Name
→ siehe auch: Israel (Name)
Im Tanach erscheint der Name zuerst als Ehrenname Gottes für den Stammvater der Israeliten, Jakob (Gen 32,29). Volksetymologisch wird er von der Wurzel  שׂרה śrh I „er kämpft wider Gott“ hergeleitet. Die genaue Etymologie ist jedoch umstritten.
Der Name enthält das Element אֵל ʾēl, das zwar auch eine allgemeine Bezeichnung für „Gott“ ist, hier jedoch als Eigenname El zu verstehen ist.
Der konservative Rabbi und Religionsphilosoph Abraham Joshua Heschel schreibt dazu:

„Seit dem Tage, da uns die Stimme Gottes am Sinai überwältigte, sind wir nicht mehr dieselben. […] Etwas nie Dagewesenes hat sich ereignet: Gott offenbarte uns Seinen Namen, und wir werden nach Ihm genannt. ‚Alle Völker der Erde sollen sehen, daß Du den Namen des Herrn trägst‘ (Dtn 28,10 ). Es gibt zwei hebräische Namen für Jude; Jehudi, dessen drei erste Buchstaben die drei ersten Buchstaben des Unsagbaren Namens sind, und Israel, dessen letzte Silbe ‚el‘ im Hebräischen ‚Gott‘ bedeutet...“

Die beiden ältesten Belege für den Namen stammen aus dem 13. Jh. v. Chr.: Eine 1954 in Ugarit gefundene Kriegerliste, die an zweiter Stelle einen Israel (jšril) aufführt, sowie die Merenptah-Stele, die Israel (jsiri’r) als Volksgruppe aufführt.
In deutschen Bibelübersetzungen heißen die Angehörigen dieses Volkes bis heute Israeliten, abgeleitet vom griechischen Suffix -it-, das der hebräischen Volksbezeichnung seit der Septuaginta angehängt wurde (οἱ Ἰσραηλῖται hoi israēlîtai).
Eine weitere Bezeichnung für die Angehörigen des Volkes Israel ist „Hebräer“. Diese wird fast ausschließlich in der Frühgeschichte Israels verwendet. Begrifflich lässt sich die Verwendung der beiden Bezeichnungen nicht genau klären, meist jedoch wird Israel als Eigenbezeichnung und Hebräer als mitunter abwertende Fremdbezeichnung verwendet. Womöglich besteht ein Zusammenhang zwischen der Bezeichnung Hebräer und den Hapiru.

### Entstehung
Nach dem 1. Buch Mose stammen die Israeliten von den zwölf Söhnen Jakobs, dessen Vater Isaak und Großvater Abraham ab. Zum Volk wurden sie nach dem 2. Buch Mose erst in der Sklaverei in Ägypten. In diese seien sie infolge einer Hungersnot geraten, die Jakobs Söhne und ihre Familien veranlasst habe, in Ägypten Getreidevorräte zu kaufen. Ein späterer Pharao, vermutlich Ramses II., habe sie dann dort zur Zwangsarbeit für seine Vorratsstädte gezwungen.
Auf ihre Hilfeschreie hin habe JHWH Mose erwählt und gesandt, um sie aus der Sklaverei zu befreien. Er habe 600.000 Männer sowie ihre Frauen und Kinder zum Auszug aus Ägypten geführt. Diese werden fortan Gemeinde Israel genannt. Nach dem Durchzug der Wüste seien sie an den Berg Sinai gelangt, wo JHWH sich Mose offenbart und ihm die Tora übergeben habe. Dann habe er mit Mose und 70 Führern der Israeliten einen Bund geschlossen, mit dem er sich zur Treue für dieses Volk und dieses zur Treue zu ihm und seinen Geboten verpflichtet und ihnen erneut die Gabe des Landes versprochen habe.
Mose und Josua führen die Israeliten dann nach Kanaan. Das Buch Josua und Buch Richter erzählen den Verlauf der sogenannten Landnahme und anschließende Behauptung gegen äußere Feinde der Israeliten in der vorstaatlichen Zeit des Zwölfstämmebundes.
Um der ständigen Bedrohung Herr zu werden und außenpolitische Stabilität zu erlangen, hätten die Israeliten später als andere Völker einen König verlangt und Saul zu ihrem ersten König gewählt. Nachdem König David diesen abgelöst hatte, eroberte er Jerusalem und machte es mit der Überführung der Bundeslade zum kultischen Zentrum seines Reiches. Sein Sohn Salomo ließ dann den Jerusalemer Tempel erbauen.

### Reichsteilung

Ungefähre Karte des Nordreichs Israel und des Südreichs Juda im 9. Jh. v. Chr.

Salomos Reich zerfiel in der Folgegeneration wegen eines Aufstands der Nordstämme in zwei Teilstaaten – das Südreich Juda mit Jerusalem als Hauptstadt und das Nordreich Israel mit Sichem als Hauptstadt (1 Kön 12,20 ). Das Nordreich endete 722 v. Chr. mit der Eroberung durch die Assyrer und Deportation der dortigen Oberschicht (2 Kön 17,6 ). Die zehn Stämme des Nordreichs werden auch als „Verlorene Stämme Israels“ bezeichnet.
Die verbliebenen Stämme Juda, Benjamin und Teile Levis werden seit der Reichsteilung als Jehudi bezeichnet. Daraus ging über die römische Provinz Judäa die Bezeichnung Juden hervor, die oft umgangssprachlich für alle Nachfahren der früheren Israeliten – auch in der Diaspora – verwendet wird.

### Tora
Die Tora (auch hebräische Bibel genannt) und folglich der Tanach beschreiben die Israeliten als auserwähltes Volk Gottes, das sich durch seine Beziehung („Bündnis“) zu ihm definiert und von den anderen Völkern unterscheidet.
Die Tora erzählt, wie das gesamte Volk Israel Zeuge der Offenbarung Gottes wurde. Das historische Alleinstellungsmerkmal der Massenoffenbarung wird im Segensspruch auf die Wahrheit und auf die Erlösung/Befreiung Emet we-Emuna („Wahrheit und Glaube“) deutlich:

„Wahrheit und Vertrauensgrund ist dies alles und unerschütterlich für uns, daß Er, Gott, unser Gott ist und nichts außer Ihm und wir Jisrael sein Volk sind, der uns aus der Hand von Königen frei gemacht hat, unser König, der uns erlöst aus dem Griff all der Machtkecken (..) da er sein Volk Jisrael aus ihrer Mitte zu ewiger Freiheit führte (..) Mit unendlicher Freude stimmten Mosche und Jisraels Söhne Dir den Gesang an (..) Denn es hat Gott Jaakob frei gemacht (..) Gesegnet seist Du, Gott, der Israel erlöst hat.“

### Neues Testament
Im Neuen Testament kommen die Ausdrücke „Israel/Israelit/Israeliten“ 73-mal vor und bezeichnen immer das israelitische Volk insgesamt oder Einzelpersonen als dessen Angehörige. An allen Stellen ist das von Gott bleibend erwählte Gottesvolk gemeint und angesprochen. Alle NT-Schriften erwarten, erhoffen und erbitten daher die endgültige Rettung aller Israeliten durch Gott.
Besonders Paulus von Tarsus macht diese Rettung in seinem Römerbrief (Röm 9-11) zu einem für alle Christen maßgebenden Thema. Sein früher Galaterbrief schließt das „Israel Gottes“ in die Fürbitte der Christen ein (Gal 6,16). Sein später Epheserbrief bekräftigt die israelitische Hoffnung der Völkerwallfahrt zum Zion, die Christi Sühnetod am Kreuz ermöglicht und die Urchristen begonnen hätten. Diese Voraussetzung gilt auch im Johannesevangelium (Joh 1,31.47.49; 3,10), das die Juden sonst als Vertreter des von Jesus Christus beendeten „Alten Äons“ darstellt, und in der Johannesoffenbarung (2,14; 7,4; 21,12).

## Historisch-kritische Geschichte
Nur wenige außerbiblische Quellen geben Hinweise auf die Herkunft der Israeliten. Der früheste Beleg für eine Ethnie „Israel“ ist die auf 1208 v. Chr. datierte Merenptah-Stele, auf welcher der Pharao Merenptah einen Stamm oder ein Volk in Kanaan namens Ysrjr erwähnt:
| M17 | M17 | O34 · D21 | M17 | G1 | D21 · Z1 · T14 | A1 · B1 · Z2 |

## Moderne Verwendung des Namens

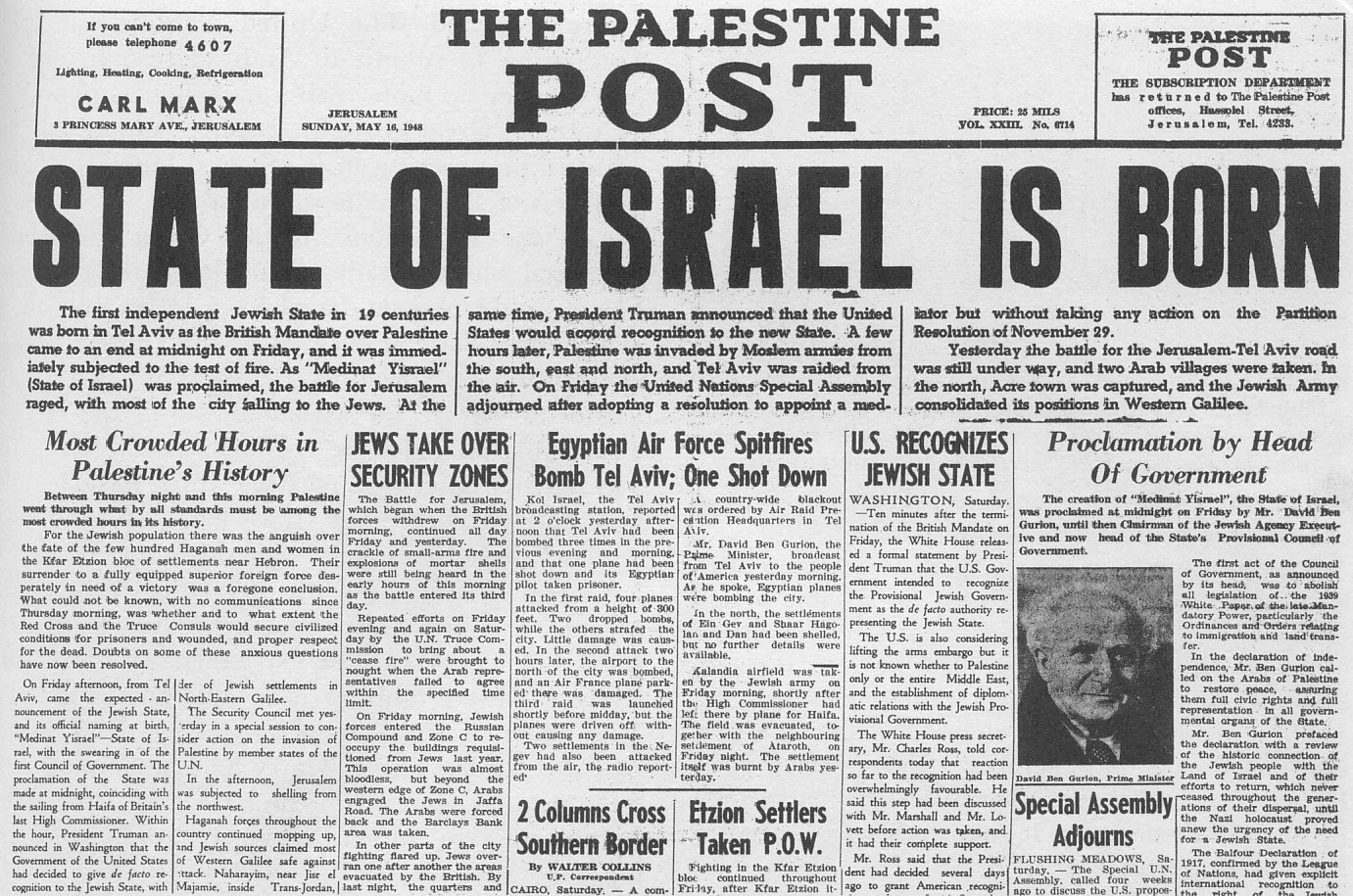
Ausgabe der jüdischen Zeitung The Palestine Post vom 16. Mai 1948, später umbenannt in The Jerusalem Post

Auch wenn „Judäa“ und „Zion“ als mögliche Staatsnamen im Gespräch waren, wählte der 1948 gegründete Staat den Namen Israel in bewusster Anknüpfung an den biblischen Namen. Judäa bezeichnete historisch nur ein kleineres Gebiet rund um Jerusalem, das zudem nach dem UN-Teilungsplan für Palästina größtenteils nicht dem jüdischen, sondern dem arabischen Staat bzw. der neutralen Zone unter UN-Verwaltung zugeordnet war. Zion bezeichnete ursprünglich nur einen Hügel, der nach dem UN-Teilungsplan ebenfalls außerhalb des jüdischen Staatsgebiets liegen sollte.
Heutige Juden nennen sich weiterhin Israeliten und Volk Israel. Auch die Samaritaner als Nachfahren des früheren Nordreichs Israel haben Anspruch auf diesen Namen.